# Miro Kovač
Miro Kovač (Split,  20. rujna 1968.) hrvatski je povjesničar, diplomat i i političar koji je obnašao dužnost ministra vanjskih i europskih poslova Republike Hrvatske u vladi premijera Tihomira Oreškovića od 22. siječnja do 19. listopada 2016. godine. Član je HDZ-a.

## Životopis
Miro Kovač rođen je 20. rujna 1968. u Splitu kao najstarije od četvero djece. Započinje studij na sveučilištu u Zagrebu, a studij završava na pariškom sveučilištu "Sorbonne Nouvelle", gdje je obranio magisterij na temu o nacionalnim i europskim politikama članicama Europske unije, kao i doktorat iz povijesti o međunarodnim odnosima s tezom o ulozi Francuske u stvaranju Kraljevine Jugoslavije.

## Politička karijera
U 1995., Kovač počinje raditi u uredu predsjednika RH, u odjeljenju za informiranje gdje ostaje do 1999. kada postaje asistent savjetnika za Euroatlanske integracije. Diplomatsku karijeru započinje 2001., kao savjetnik u hrvatskom veleposlanstvu u Bruxellesu. U 2003., Kovač postaje ministar savjetnik u veleposlanstvu RH u Parizu. Kada je HDZ pobijedio na parlamentarnim izborima 2003., Kovač obnaša dužnost pomoćnika ministra vanjskih poslova, a 2005. postaje šef Diplomatskog protokola u Ministarstvu vanjskih poslova. Postavljen je za veleposlanika u Ministarstvu vanjskih poslova 2006., a veleposlanik RH u Njemačkoj postaje 2008. Kovač obnaša dužnost međunarodnog tajnika HDZ-a od 2014. 
Nakon što mu je istekao veleposlanički mandat u Njemačkoj, predložen je za veleposlanika Poljske, što odbija i vraća se u Hrvatsku, kako bi pomogao HDZ–u na budućim predsjedničkim i parlamentarnim izborima. Tijekom predsjedničkih izbora 2014. bio je šef kampanje predsjednice Kolinde Grabar-Kitarović.
27. srpnja 2016. reagirao je na prosvjednu notu Srbije. Službena je Srbija prosvjedovala zbog poništenja osuđujuće presude nadbiskupu Alojziju Stepincu, tvrdeći da je to rehabilitacija fašizma i NDH. Ministar Kovač odgovorio je "da je to jeftin pokušaj destabilizacije Hrvatske, a njezin rječnik podsjeća na vremena Slobodana Miloševića i velikosrpsku agresiju". Kvalifikacije iz note nazvao je izmišljotinama, a sami čin prosvjeda zbog presude miješanje u unutarnje stvari RH.
8. lipnja 2016. reagirao je na uzastopne huškačke poruke srbijanskog državnog vrha i neutemeljene srbijanske diplomatske note. Porukom službenom Beogradu preko Facebooka napisao je da se službeni Beograd nije "oslobodio virusa agresivnog velikosrpstva i jugoslavenskog komunističkog sustava" i da, dok to ne napravi, Srbija ne može u Europsku uniju te da "iz dana u dan hrvatsku javnost zasipaju "pametovanja" i "dociranja" predstavnika srpske vlasti koji se još uvijek nisu oslobodili virusa agresivnog velikosrpstva i jugoslavenskog komunističkog sustava" i da zaista nema dana da se ne javljaju "oni u srpskoj vlasti koji su 90-ih godina prošlog stoljeća bili dijelom vlasti i/ili vladajućih stranaka, kada su iz Beograda pokrenuti ratovi protiv Slovenije, Hrvatske, Bosne i Hercegovine i Kosova, osvajački ratovi koje je Beograd redom sve izgubio."

## Privatni život
Oženjen je i otac je troje djece. Aktivno govori engleski, njemački i francuski, a pasivno nizozemski i talijanski.

## Publikacije
- "La France, La création du royaume »Yougoslave« et la question Croate, 1914-1929", Bern, Berlin, Bruxelles, Frankfurt a. M., New York, Oxford, Vienna: Peter Lang, 2001., str. 398.
- "Raspadanje Austro-Ugarske i rađanje Kraljevine SHS u svjetlu francuske politike (od listopada do prosinca 1918.)", Časopis za suvremenu povijest, nr. 1, 2003., str. 141-172.
- "Francuska i hrvatsko pitanje, 1914. – 1929.", Zagreb: Dom i svijet, 2005., str. 363
- "La Croatie et l'Union Européenne, 1990-2004", in: Lukić, Renéo, La politique étrangère de la Croatie de son indépendance à nos jours, 1991-2006, Laval: Presses universitaires de l'Université de Laval, 2006, str. 316[7]
- U labirintu versajsko-vidovdanske Jugoslavije (2021.)[8][9]